# Kleinleinungen
Kleinleinungen ist ein Ortsteil der Gemeinde Südharz im Landkreis Mansfeld-Südharz in Sachsen-Anhalt.

## Geografische Lage
Kleinleinungen liegt im Südharz an der Landstraße zwischen Wickerode und Drebsdorf an der Leine.

## Geschichte
Kleinleinungen gehörte zum Besitz der Grafen zu Stolberg und war Teil des Amtes Questenberg in der Grafschaft Stolberg-Roßla. Bis 1815 stand Kleinleinungen unter der Oberhoheit des Königreichs Sachsen und gelangte dann an den Regierungsbezirk Merseburg der preußischen Provinz Sachsen.
1819 lebten in Kleinleinungen 192 Einwohner in 42 Häusern.
Von 1952 bis 1990 gehörte Kleinleinungen zum DDR-Bezirk Halle.
Am 1. Januar 1970 wurde Drebsdorf in die Gemeinde Kleinleinungen eingegliedert. Mit Kleinleinungen zusammen kam Drebsdorf am 1. April 1974 zu Großleinungen. Sowohl Kleinleinungen als auch Drebsdorf wurden mit der Ausgliederung aus Großleinungen am 1. April 1990 wieder selbständige Gemeinden.
Am 1. Januar 2010 schlossen sich die Gemeinden Kleinleinungen, Bennungen, Breitenstein, Breitungen, Dietersdorf, Drebsdorf, Hainrode, Hayn (Harz), Questenberg, Roßla, Rottleberode, Schwenda und Uftrungen zur neuen Gemeinde Südharz zusammen. Gleichzeitig wurde die Verwaltungsgemeinschaft Roßla-Südharz, zu der Kleinleinungen gehörte, aufgelöst.

## Kirche
- St. Martin (Kleinleinungen)